# Achilophilus monoporus
Achilophilus monoporus är en mångfotingart som beskrevs av Carl Graf Attems 1928. Achilophilus monoporus ingår i släktet Achilophilus och familjen storjordkrypare. Inga underarter finns listade i Catalogue of Life.